# スカーレット・パンパニケル
スカーレット・パンパニケル（The Scarlet Pumpernickel）とは、1950年3月4日に公開されたアメリカの映画会社のワーナー・ブラザースの短編アニメシリーズ「ルーニー・テューンズ」の作品であり、The 50 Greatest Cartoonsに選定されている作品である
。監督をチャック・ジョーンズ、脚本をマイケル・マルチーズが担当。出演するのは、主演のダフィー・ダックとルーニー・テューンズのスターたち。
この作品のタイトルは、1905年の小説の『紅はこべ』の劇である。
ぶっちぎりステージでの旧邦題は、『ダフィー　ヒーローになる！』である。

## 概要
この作品はダフィー・ダックが発案したという設定の劇中劇である。ダフィーはマネージャーのJLがコメディのやられ役しかくれないことにうんざりしており、シリアス物をやりたがっていた。そこで自分の書いた脚本（作者はダフィー・デューマス・ダック名義）をJLに読み聞かせ始めた。

### その中のストーリー
昔々のイギリスに、若き勇敢なスカーレット・パンパニケル（ダフィー）がいた。
侍従長（ポーキー・ピッグ）の家臣も、ならず者のパンパニケルを捕らえることは不可能だった。
侍従長が完全に激怒している一方、スカーレットを愛する娘のメリッサは完全に喜んでいた。
しかしある日、侍従長は『メリッサを大公（シルベスター・キャット）と結婚させれば、スカーレットは必ず現れる』と考え、使いの者（ヘンリー・ホーク）に『大公に手紙を渡すのだ』と命令した。そしてその手紙を読んだ大公も喜び、『まずはハッピーだ、美しきメリッサと結ばれるのだ！』と言い、グラスを割ってスカーレットをやっつけようと考えた。
一方、塔に閉じ込められたメリッサは、塔の中で『ああスカーレット、あなたと結ばれないなんて！』と泣いていた。
結婚式が近づき、侍従長の家臣がスカーレットを待ち伏せしている頃、 町の宿屋に若い旅の貴族（正体はスカーレット）がドーバーから馬車でやってきて、主人（エルマー・ファッド）に挨拶していた。
その夜、貴族（スカーレット）が侍従長と対面、貴族が『メリッサはご多忙でしょうか？』と聞いたところ、侍従長は『多忙ではないが誰とも会いたくないらしい』と答え、それに対し貴族は『自惚れ屋、その名は女なり』と返した。
そこに大公がスカーレットが紳士に変装して近づいているから今夜結婚式を挙げるよう侍従長に言いに来た。謎の貴族に気付いた大公が『貴様何者だ！』と言うと、謎の貴族は『我はこんなハイカラだが、そのスカーレットかもしれませぬぞ？』と答えた。それを聞いた大公は『お前がか？』と言って侍従長と大笑いした。侍従長はすぐメリッサに結婚式の準備させることにした。
そして貴族はスカーレットになり、会場に向かった。
その頃メリッサは侍従長に付き添われ、無理やり結婚式場に入場させられていた。
そしてスカーレットは、ハイジャンプ用ピンを使って結婚式に入り、叫びながら走るメリッサに腕を掴まれた。
その後スカーレットは、宿に戻ってメリッサとキスをし、部屋から去った。
その時、スカーレットを追跡していた侍従長の家臣と大公が休むため宿にやってきた。その宿にメリッサがいることに気付いた大公は、自分に恥をかかせたメリッサを襲おうとした。
そこでスカーレットがロープを使って飛んできて、大公との剣での戦いが始まった。
その後激しい嵐が発生しダムが決壊、騎兵隊が救助に来たが時すでに遅し、火山が噴火し溶岩が全てを飲み込んでしまい、食品価格が急騰した。
その後、スカーレットに残された道は脳みそを銃でぶち抜くことだけだったので、そうした。

### 現実でのラスト
ダフィーはラストのスカーレットの様に自分の頭（ベレー帽）を銃で撃ち、『この業界じゃ死ぬ気でやらなきゃシナリオは売れない』と締めた。

## キャスト
| キャラクター           | オリジナル版       | 現行吹き替え版 |
| ---------------------- | ------------------ | -------------- |
| ダフィー・ダック       | メル・ブランク     | 高木渉         |
| ポーキー・ピッグ       | メル・ブランク     | 龍田直樹       |
| シルベスター・キャット | メル・ブランク     | 江原正士       |
| エルマー・ファッド     | メル・ブランク     | チョー         |
| JL                     | メル・ブランク     | 梅津秀行       |
| メリッサ・ダック       | ビー・ベナデレット | ?              |
| ナレーション           | なし               | 梅津秀行       |

## 日本での放送
- バッグス・バニーショーでは、現行吹き替え版とはオリジナル版とBGMが異なる[6]。